# 聖伊格納斯島
48°47′33″N 87°55′43″W / 48.79250°N 87.92861°W
聖伊格納斯島是加拿大的島嶼，位於蘇必略湖北部，由安大略省負責管轄，面積274平方公里，最高點海拔高度569米，島上無人居住。